# Castelnovien
Le Castelnovien est un faciès culturel de la Préhistoire. Il caractérise la fin du Mésolithique de la majeure partie du nord-ouest du Bassin méditerranéen. Il a été défini par le préhistorien  Max Escalon de Fonton d'après le matériel issu de ses fouilles dans l'abri sous roche de la Font-des-Pigeons, à Châteauneuf-les-Martigues, dans les Bouches-du-Rhône,.
Par rapport aux autres faciès mésolithiques, il se caractérise par un débitage de lames standardisées, sans doute en partie réalisées par la technique de la pression, qui sont ensuite fragmentées par microburin et retouchées sous forme de microlithes géométriques (trapèzes, triangles ou parallélogrammes).

## Chronologie et répartition géographique

### Chronologie
Les datations radiocarbones réalisées dans de nombreux sites, par exemple dans l'abri Gaban au nord de l'Italie, permettent désormais d'avoir un cadre chronologique assez précis pour le développement de cette culture. Les dates les plus anciennes se situent autour de 6600 av. J.-C. et les dates les plus récentes autour de 5600 av. J.-C. Elle s'étend donc sur environ 1000 ans,.
Il existe cependant des différences régionales importantes. Ainsi, l'occupation castelnovienne de certaines régions côtières, et toute la partie sud de l'Italie cesse vers 6200 av. J.-C.
Le Castelnovien est globalement homogène. Il n'y a pas de subdivision chronologique (ou même régionale) clairement identifiée, en dehors du groupe de Dourgne-Gazel dans le sud de la France qui pourrait correspondre à une évolution du Castelnovien ancien.

### Origines
Le Castelnovien succède au Sauveterrien et précède le Cardial. En Italie du sud, il succède également à des variantes locales du Sauveterrien ainsi qu'au Romanellien.
Le rôle de ces cultures dans la genèse du Castelnovien est encore mal défini. Les éléments en roche taillée hypermicrolithiques découverts dans certains sites - à l'exception notable de la Baume de Montclus dans le Gard - correspondent sans doute à des traditions héritées du Sauveterrien récent. Par contre, l'origine de la technique de débitage par pression pour la réalisation de l'outillage est encore inconnue. Elle est peut-être issue des traditions néolithiques de la Grèce ou alors des traditions capsiennes d'Afrique du Nord,.

### Répartition géographique

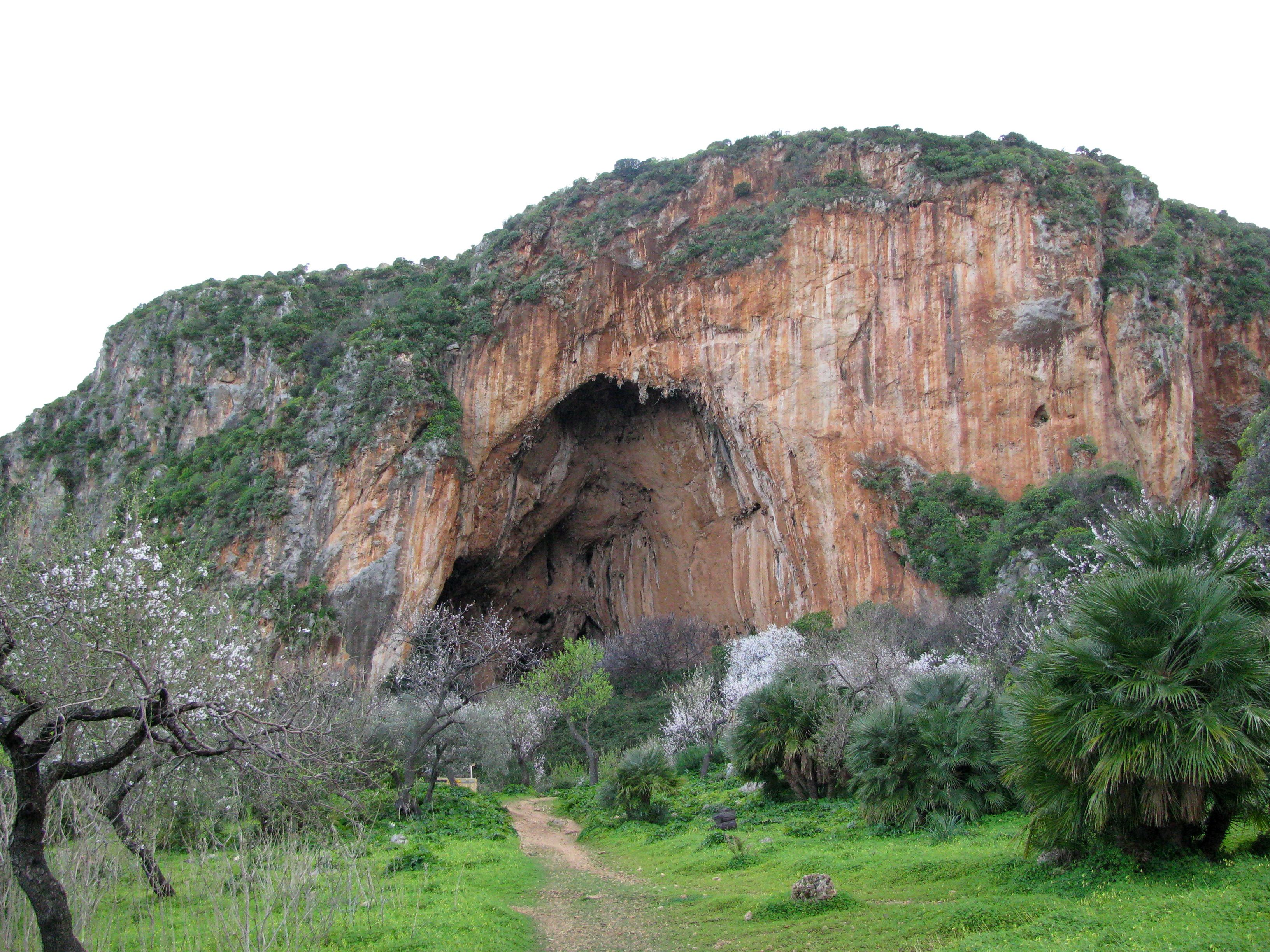
La grotte de l'Uzzo (Sicile)

Le Castelnovien s'étend sur une grande partie de la Méditerranée centrale et occidentale. Il couvre l'ensemble du sud de la France (en particulier la Provence et la vallée du Rhône) et toute l'Italie,, il atteint peut-être le nord-est de l'Espagne, et les régions orientales de la mer Adriatique jusqu'au Monténégro. On compte actuellement environ 200 sites attribuables à cette culture.
Il existe cependant de fortes différences dans la fréquence et même la présence des sites. Ainsi, cette culture n'a jamais été identifiée dans l'est de la Provence et sur la Riviera et on observe des concentrations de sites, par exemple, dans le nord des Apennins et dans les Alpes italiennes.
Cela est peut-être dû en partie à l'état de la recherche. Son identification dans certaines régions, comme l'Italie ou l'est de l'Adriatique est par exemple relativement récente.
Toutefois, la rareté des sites correspond sans doute à une réalité archéologique. Dans le plateau du Karst de Trieste, les sites sauveterriens sont par exemple beaucoup plus nombreux que les sites castelnoviens.
D'autre part, dans le sud de l'Italie, malgré des recherches importantes, les sites demeurent très rares,,,,.
En Sicile, la grotte de l'Uzzo (it) près de Palerme est un des seuls sites attribués à cette culture,.
Jusqu'à présent aucune occupation clairement castelnovienne n'a été identifiée en Corse et en Sardaigne. Les sites mésolithiques datés du VIIe millénaire appartiennent à une tradition différente,.
Toutefois, un microlithe  géométrique typique de cette culture a été identifié récemment dans la strate mésolithique du site de Campu Stefanu,.
En Sardaigne, quelques géométriques hypermicrolithiques qui évoquent le Castelnovien ont été découverts dans la grotte de Su Carroppu.
Le Castelnovien n'atteint visiblement pas la Grèce. Les rares sites de cette période sont dans une tradition différente, comme Sidari sur l'île de Corfou, 
et le Néolithique de cette région se développe rapidement, remplaçant la culture mésolithique locale.

## Occupation du territoire et habitat
Au cours de cette période, le niveau de la mer atteint progressivement le niveau actuel et la ligne des côtes de la Méditerranée occidentale correspond à peu près à celle que l'on connaît actuellement. Les forêts et les zones marécageuses étaient nettement plus développées que de nos jours.
Les populations castelnoviennes ont exploité des biotopes très variés : des zones maritimes côtières, des forêts, des plaines, des marécages, des vallées, des montagnes ou encore des fleuves et des zones d'estuaires. Il existe cependant des différences régionales importantes. Ainsi, en Toscane, on ne connaît à ce jour aucun site sur la côte et dans les îles alors que les régions de l'intérieur ont été occupées durant une phase récente de cette culture. À l'inverse, dans l'est de l'Adriatique, c'est la zone côtière qui a principalement été fréquentée.
Contrairement aux périodes précédentes, les sites de montagne ne sont pas rares, notamment en Toscane. L'occupation de plein air de Cantagrilli se situe ainsi à 810 m d'altitude.
Dans les Dolomites, le site de Mondeval de Sora (it) se situe à plus de 2000 m d'altitude. Il a peut-être constitué un lieu de rencontres estivales entre différents groupes.
En règle générale, on observe toutefois une prévalence des sites près des lieux humides, par exemple les lagunes, les marais ou les rivières.
La proximité des roches aptes à être employées pour tailler des outils semble avoir été également un critère important pour l'implantation des sites. Cela est notamment visible dans les Apennins toscans, dans la région de Vérone, dans le littoral de Marseille, dans le Vaucluse ou encore le Vercors.
Les occupations de plein air sont nettement plus rares que les sites de grottes et d'abris sous roche en raison de leur moindre conservation et de leur moindre visibilité. Les structures conservées sont très rares. Dans la grotte Continenza dans les Abruzzes, des foyers ont été identifiés.

## Mode de vie
Les communautés castelnoviennes vivaient essentiellement de la chasse et de la pêche. Ils exploitaient de nombreuses espèces différentes vivant dans des écosystèmes très variés. En Italie du sud, on observe ainsi une exploitation accrue des oiseaux, des poissons, des crustacés mais aussi des cerfs et des sangliers. Dans les Pouilles, la chasse à l'aurochs et aux équidés était importante car le milieu naturel peu boisé favorisait le développement de ces espèces. Dans la grotte Latronico en Basilicate, ce sont les sangliers et les chamois qui ont été chassés de manière prévalente. La pêche était pratiquée dans les sites côtiers, par exemple sur les rivages de l'Adriatique.
Le seul animal domestique avéré à cette période est le chien, mais il demeure rarissime.
Alors que dans d'autres régions durant la même période, la cueillette et la consommation de fruits et de plantes sauvages constituaient un apport alimentaire important, peu d'éléments attestent l'exploitation des végétaux dans le Castelnovien, en dehors de noix de pistachier dans le site de la Font-des-Pigeons.

## Productions matérielles
Les éléments en matière périssables ne se sont pas conservés. On connaît donc cette culture essentiellement à travers les outils en roche taillée, et de manière plus marginale par les outils en os et les éléments de parure.

### Outillage en roche taillée
Bien que le mode de vie des populations castelnoviennes soit très varié, leur outillage est particulièrement homogène.
Les outils sont réalisés en grande partie sur des lames. Elles sont débitées par percussion indirecte et par une technique jusqu'alors inconnue : la pression,. Les lames obtenues sont de ce fait très régulières.
Elles sont fractionnées par la technique du microburin.
Les fragments sont ensuite retouchés sous la forme d'outils de forme géométrique, notamment des trapèzes et des triangles.
En raison de leurs faibles dimensions, ils sont définis comme des microlithes.
Ces éléments en roche taillée sont emmanchés pour servir d'outils, notamment de projectiles.
Il existe également d'autres outils, comme des grattoirs circulaires. Ils ne sont toutefois pas caractéristiques du Castelnovien.
Les matériaux utilisés pour la réalisation de ces outils proviennent généralement de gisements situés à peu de distance des sites. Les éléments qui circulent sur de grandes distances sont rares. Ainsi, une lamelle découverte dans le site de Vatte di Zambana près de Vérone est réalisée dans un silex blond crétacé similaire à celui de la Provence, à plusieurs centaines de kilomètres de ce site.

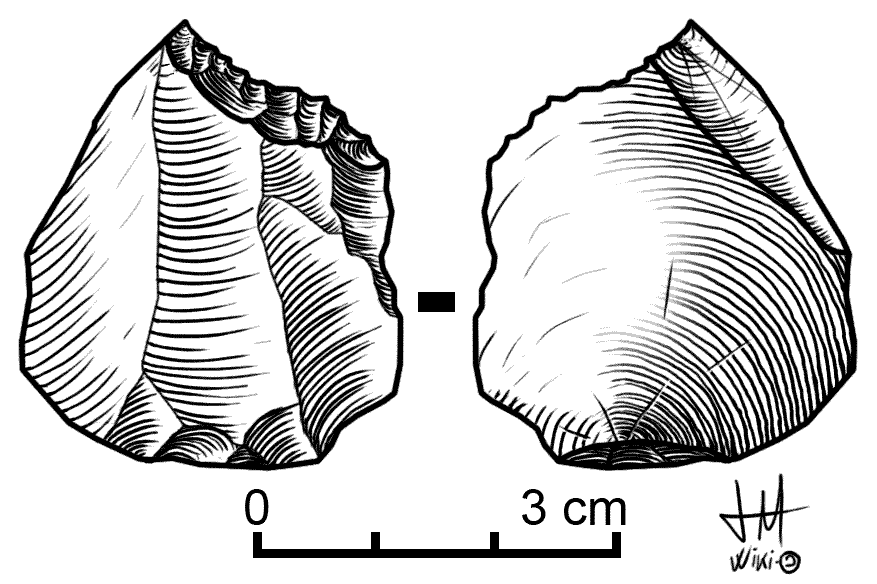
Microburin
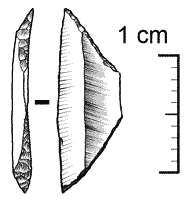
Trapèze
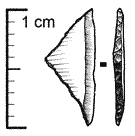
Triangle

### Autres productions
L'outillage en os est encore méconnu, en dehors de quelques sites, par exemple dans la grotte 3 de Latronico dans le sud de l'Italie. Dans ce site, 7 pointes de morphologies diverses, un fragment de défense de sanglier entièrement poli seraient associés à la fréquentation castelnovienne.
Des éléments de parure en coquillage ont été identifiés dans plusieurs sites.

## Pratiques funéraires et rituelles
Encore peu d'éléments permettent de caractériser les pratiques funéraires et rituelles. Le site de Mondeval de Sora (it) situé en haute montagne au sud des Alpes dans le nord-est de l'Italie constitue une exception remarquable. Près d'un bloc rocheux de très grandes dimensions, une sépulture extrêmement riche a été découverte.
Plus de 60 objets en matières diverses (os, bois de cervidé, roche taillée...) étaient déposés autour du corps d'un homme adulte.

## Le Castelnovien et le développement du Néolithique
Dans toutes les régions où il se développe, le Castelnovien est l'ultime culture mésolithique caractérisée par des populations de chasseurs-cueilleurs. Le rôle de ces dernières dans le développement de l'agriculture et l'élevage et leurs relations avec les premières communautés néolithiques sont désormais documentés par de nombreux éléments qui montrent des relations extrêmement complexes et variées selon les régions.

### Des sites mésolithiques et néolithiques contemporains
Le passage du Castelnovien à la culture de la céramique imprimée intervient au moment de l'évènement climatique de 8200 BP, c'est-à-dire autour de 6200 av. J.-C. Cette brusque dégradation du climat a eu des conséquences importantes sur le peuplement humain. Dans certaines régions, on observe une interruption dans la fréquentation des sites castelnoviens. L'occupation de plusieurs aires géographiques, comme le sud de l'Italie, ne reprend que deux siècles plus tard avec des communautés néolithiques vivant essentiellement d'agriculture et d'élevage. En Espagne, rares sont les sites castelnoviens encore occupés au moment du développement des premiers sites néolithiques.
Cependant, dans d'autres régions, comme l'Italie continentale, les communautés humaines ont visiblement été peu affectées par cet évènement climatique. Les sites sont toujours occupés par des communautés de chasseurs-cueilleurs castelnoviennes, jusqu'au développement du Néolithique. Les derniers chasseurs-cueilleurs ont donc été en contact avec les premiers agriculteurs. Ainsi, en Toscane, les sites néolithiques de Muraccio et Pian di Cerreto sont voisins et presque contemporains du site mésolithique de Lama Lite.
Dans le sud de la France, les traditions castelnoviennes perdurent dans certaines régions (notamment dans le Roucadourien) alors que les agriculteurs-éleveurs sont déjà bien implantés dans les régions côtières de la Méditerranée et sur la majeure partie de l'Italie,.
D'ailleurs, dans plusieurs régions le retard dans le développement du Néolithique pourrait être lié à la présence de communautés castelnoviennes importantes. À l'inverse, les premiers sites néolithiques de la culture de la céramique imprimée du sud de la France s'implantent uniquement dans les zones où il n'y avait pas de communautés castelnoviennes. Ainsi, dans le golfe de Gênes, les populations néolithiques n'occupent pas les mêmes zones que les dernières populations mésolithiques.

### Des éléments typiques du néolithique dans des sites mésolithiques
La présence d'éléments caractéristiques du Néolithique a été évoquée dans plusieurs sites mésolithiques. Il s'agit notamment de restes d'animaux domestiques ou de graines de plantes cultivées. Dans plusieurs cas, cela s'explique par l'infiltration d'éléments des couches néolithiques dans les strates du Castelnovien. Ainsi, les ossements supposés de mouton découverts à la Fonts des Pigeons correspondent sans doute à des éléments issus des occupations plus récentes de la grotte.
Dans les grottes de Fontbrégoua et de l'Abeurador dans le sud de la France, des chercheurs ont évoqué l'hypothèse d'une proto-agriculture car une grande quantité de graines a été découverte. Cependant, il pourrait s'agir d'accumulations naturelles réalisées notamment par des oiseaux.
D'ailleurs, selon D. Binder, rien ne montre une évolution vers l'agriculture et vers l'élevage durant le Castelnovien.
Toutefois, cela n'exclut pas la présence dans certains cas d'éléments néolithiques issus d'occupations d'agriculteurs-éleveurs voisines des derniers chasseurs cueilleurs. Ainsi, dans la grotte de l'Abeurador, les graines recueillies sont des lentilles. Il s'agit d'une espèce végétale non endémique qui a été introduite dans cette région par les premiers agriculteurs.
Dans l'est de la mer Adriatique, plusieurs sites occupés par des chasseurs-cueilleurs se caractérisent par la présence de vases en terre cuite typiques des communautés néolithiques. Toujours dans cette région, on trouve également des os d'animaux domestiques dans des sites mésolithiques, par exemple des os de chèvres dans le site d'Odmut (Monténégro) et des os de bovins dans le site Crvena stijena (Croatie).

### Des traditions mésolithiques dans les sites néolithiques
À l'inverse, de nombreux chercheurs ont montré des similarités entre le Castelnovien et certains des premiers sites néolithiques.
Elles se retrouvent essentiellement dans les caractéristiques de l'outillage en roche taillée,,,.
On retrouve en effet des microlithes dans des sites néolithiques dans différentes régions, par exemple dans le sud de l'Italie,,, le centre, et le nord de l'Italie ou encore dans le sud de la France.
De plus, dans de nombreux sites néolithiques, les modalités d'emploi de la technique de la pression pour détacher des lames sont identiques à celles observées dans les sites castelnoviens.
En Italie continentale, plusieurs auteurs suggèrent une véritable continuité entre le Castelnovien et le début du Néolithique ou au moins des interactions très fortes,. C'est également le cas à Pian del Cerreto en Toscane. Les chasseurs-cueilleurs auraient très progressivement adopté plusieurs innovations, notamment l'agriculture et l'élevage,.
Cette mixité des aspects mésolithiques et néolithiques est visible par exemple dans l'adoption partielle de la domestication des animaux et de l'agriculture, alors que la chasse et la cueillette gardent une grande importante.
Cependant, ces éléments montrant une transition progressive entre le Mésolithique et le Néolithique ou des influences réciproques entre les derniers chasseurs-cueilleurs et les premiers agriculteurs-éleveurs ne sont pas systématiques. Ainsi, dans le site néolithique de Favella, dans le sud de l'Italie, aucun élément n'évoque le Castelnovien dans l'outillage en roche taillée. Il n'y a par exemple aucun trapèze. Le constat est le même en Ligurie. Les différences régionales et même au sein d'une même région dans le passage du Mésolithique au Néolithique sont donc souvent particulièrement marquées et témoignent de processus variés.

## Sites principaux

### Bosnie-Herzégovine
- Crvena-stijena (sr)

### Espagne
- Botiqueria C2
- El Pontet CE
- La Falguera
- Las Forcas II B inf.
- Tossal de la Roca C1

### France
- Abeurador (grotte), Hérault
- Baume de Montclus, Gard
- Campu Stefanu ?, Corse
- Espeluche-Lalo, Drôme
- Font-des-Pigeons (abri), Châteauneuf-les-Martigues, Bouches-du-Rhône
- Le Mourre de Sève, Vaucluse
- Pas de la Charmatte, Isère

### Italie
- Cantagrilli, Toscane
- Continenza (grotte), Abruzzes
- Covoloni, Vénétie
- Edera (grotte), Frioul-Vénétie julienne
- Fienile Rossino, Lombardie
- Gaban (abri), Trentin-Haut Adige
- Isola Santa, Toscane
- Laghetti di Crestoso, Lombardie
- Lama Lite, Toscane
- Latronico 3 (grotte), Basilicate
- Marisa (grotte), Pouilles
- Mondeval de Sora (it), Vénétie
- Mura (grotte), Pouilles
- Podere Riola, Émilie-Romagne
- Podere Stanga, Émilie-Romagne
- Pradestel, Trentin-Haut Adige
- Ranadi (abri), Basilicate
- Romagnano III (abri), Trentin-Haut Adige
- Su Carroppu ? (grotte), Sardaigne
- Serratura (grotte), Campanie
- Terragne, Pouilles
- Tuppo dei Sassi, Basilicate
- Uzzo (it) (grotte), Sicile

### Monténégro
- Odmut (grotte)